# Волейбол на Панамериканских играх 2003
Соревнования по волейболу на XIV Панамериканских играх проходили с 3 по 15 августа 2003 года в Санто-Доминго (Доминиканская Республика) с участием 8 мужских и 8 женских национальных сборных команд. Было разыграно 2 комплекта наград. Чемпионские титулы выиграли: у мужчин — сборная Венесуэлы, у женщин — сборная Доминиканской Республики.

## Команды-участницы

### Мужчины
Барбадос, Бразилия, Венесуэла, Доминиканская Республика, Канада, Куба, Пуэрто-Рико, США.

### Женщины
Бразилия, Венесуэла, Доминиканская Республика, Куба, Мексика, Перу, Пуэрто-Рико, США.

## Система проведения турнира
По 8 команд-участниц турнира у мужчин и женщин на предварительном этапе разбиты на две группы. Победители групп напрямую выходят в полуфинал плей-офф. Команды, занявшие в группах 2-е и 3-и места, выходят в четвертьфинал и определяют ещё двух участников полуфинала. Полуфиналисты по системе с выбыванием определяют призёров первенства. Итоговые 5—6-е и 7—8-еместа разыгрывают соответственно проигравшие в 1/4-финала и худшие команды в группах.

## Результаты

### Мужчины

#### Предварительный этап

##### Группа A
| М | Команда                  | 1   | 2   | 3   | 4   | И | В | П | С/П | О |
| - | ------------------------ | --- | --- | --- | --- | - | - | - | --- | - |
| 1 | США                      |     | 3:2 | 3:0 | 3:0 | 3 | 3 | 0 | 9:2 | 6 |
| 2 | Венесуэла                | 2:3 |     | 3:2 | 3:0 | 3 | 2 | 1 | 8:5 | 5 |
| 3 | Доминиканская Республика | 0:3 | 2:3 |     | 3:0 | 3 | 1 | 2 | 5:6 | 4 |
| 4 | Барбадос                 | 0:3 | 0:3 | 0:3 |     | 3 | 0 | 3 | 0:9 | 3 |

3 августа: США — Барбадос 3:0 (25:15, 25:21, 25:15); Венесуэла — Доминиканская Республика 3:2 (25:20, 23:25, 26:24, 22:25, 15:10).
5 августа: Венесуэла — Барбадос 3:0 (25:23, 25:21, 25:18); США — Доминиканская Республика 3:0 (25:22, 26:24, 25:20).
7 августа: США — Венесуэла 3:2 (25:18, 25:20, 20:25, 13:25, 15:10); Доминиканская Республика — Барбадос 3:0 (25:22, 31:29, 25:18).

##### Группа B
| М | Команда     | 1   | 2   | 3   | 4   | И | В | П | С/П | О |
| - | ----------- | --- | --- | --- | --- | - | - | - | --- | - |
| 1 | Бразилия    |     | 3:0 | 3:0 | 3:0 | 3 | 3 | 0 | 9:0 | 6 |
| 2 | Куба        | 0:3 |     | 3:0 | 3:1 | 3 | 2 | 1 | 6:4 | 5 |
| 3 | Канада      | 0:3 | 0:3 |     | 3:0 | 3 | 1 | 2 | 3:6 | 4 |
| 4 | Пуэрто-Рико | 0:3 | 1:3 | 0:3 |     | 3 | 0 | 3 | 1:9 | 3 |

4 августа: Куба — Пуэрто-Рико 3:1 (31:29, 25:22, 22:25, 25:17); Бразилия — Канада 3:0 (25:22, 25:21, 27:25).
6 августа: Куба — Канада 3:0 (35:33, 25:21, 25:19); Бразилия — Пуэрто-Рико 3:0 (25:21, 25:19, 25:22).
8 августа: Канада — Пуэрто-Рико 3:0 (25:17, 27:25, 25:21); Бразилия — Куба 3:0 (25:14, 25:17, 29:27).

#### Матч за 7-е место
10 августа
Пуэрто-Рико — Барбадос 3:0 (29:27, 25:20, 25:18)

#### Плей-офф

##### Четвертьфинал
10 августа
Куба — Доминиканская Республика 3:1 (25:18, 21:25, 25:18, 25:11)
Венесуэла — Канада 3:0 (26:24, 25:16, 29:27)

##### Матч за 5-е место
11 августа
Канада — Доминиканская Республика 3:1 (25:21, 25:19, 20:25, 25:23)

##### Полуфинал
13 августа
Венесуэла — Бразилия 3:2 (25:20, 19:25, 22:25, 25:19, 15:12)
Куба — США 3:2 (22:25, 25:19, 17:25, 25:23, 15:8)

##### Матч за 3-е место
15 августа
Бразилия — США 3:0 (25:23, 25:17, 25:20)

##### Финал
15 августа
Венесуэла — Куба 3:0 (25:23, 25:18, 25:20)

### Женщины

#### Предварительный этап

##### Группа A
| М | Команда     | 1   | 2   | 3   | 4   | И | В | П | С/П | О |
| - | ----------- | --- | --- | --- | --- | - | - | - | --- | - |
| 1 | Бразилия    |     | 3:0 | 3:1 | 2:3 | 3 | 2 | 1 | 8:4 | 5 |
| 2 | США         | 0:3 |     | 3:2 | 3:1 | 3 | 2 | 1 | 6:6 | 5 |
| 3 | Пуэрто-Рико | 1:3 | 2:3 |     | 3:0 | 3 | 1 | 2 | 6:6 | 4 |
| 4 | Перу        | 3:2 | 1:3 | 0:3 |     | 3 | 1 | 2 | 4:8 | 4 |

3 августа: Пуэрто-Рико — Перу 3:0 (25:19, 25:21, 25:15); Бразилия — США 3:0 (30:28, 25:13, 25:18).
5 августа: Перу — Бразилия 3:2 (23:25, 16:25, 25:22, 25:16, 15:6); США — Пуэрто-Рико 3:2 (24:26, 25:23, 17:25, 25:23, 16:14).
7 августа: США — Перу 3:1 (25:20, 21:25, 25:22, 25:22); Бразилия — Пуэрто-Рико 3:1 (25:21, 25:16, 21:25, 30:28).

##### Группа B
| М | Команда                  | 1   | 2   | 3   | 4   | И | В | П | С/П | О |
| - | ------------------------ | --- | --- | --- | --- | - | - | - | --- | - |
| 1 | Куба                     |     | 3:1 | 3:0 | 3:0 | 3 | 3 | 0 | 9:1 | 6 |
| 2 | Доминиканская Республика | 1:3 |     | 3:0 | 3:0 | 3 | 2 | 1 | 7:3 | 5 |
| 3 | Венесуэла                | 0:3 | 0:3 |     | 3:1 | 3 | 1 | 2 | 3:7 | 4 |
| 4 | Мексика                  | 0:3 | 0:3 | 1:3 |     | 3 | 0 | 3 | 1:9 | 3 |

4 августа: Куба — Венесуэла 3:0 (25:16, 25:17, 25:16); Доминиканская Республика — Мексика 3:0 (25:23, 25:13, 25:18).
6 августа: Куба — Мексика 3:0 (25:10, 25:23, 25:18); Доминиканская Республика — Венесуэла 3:0 (26:24, 25:19, 25:18).
8 августа: Венесуэла — Мексика 3:1 (21:25, 25:19, 25:22, 25:18); Куба — Доминиканская Республика 3:1 (23:25, 25:20, 25:20, 25:21).

#### Матч за 7-е место
11 августа
Перу — Мексика 3:2 (25:18, 29:27, 19:25, 22:25, 17:15)

#### Плей-офф

##### Четвертьфинал
10 августа
Доминиканская Республика — Пуэрто-Рико 3:1 (25:23, 25:22, 18:25, 33:31)
США — Венесуэла 3:0 (25:18, 25:20, 36:34)

##### Матч за 5-е место
12 августа
Венесуэла — Пуэрто-Рико 3:1 (17:25, 25:20, 25:21, 26:24)

##### Полуфинал
13 августа
Доминиканская Республика — Бразилия 3:2 (25:18, 23:25, 23:25, 25:14, 15:13)
Куба — США 3:0 (25:19, 25:19, 25:21)

##### Матч за 3-е место
14 августа
США — Бразилия 3:1 (25:23, 25:19, 19:25, 25:17)

##### Финал
14 августа
Доминиканская Республика — Куба 3:2 (25:16, 25:17, 14:25, 26:28, 15:13)

## Итоги

### Положение команд
| Мужчины                     | Женщины                  |
| --------------------------- | ------------------------ |
| Венесуэла                   | Доминиканская Республика |
| Куба                        | Куба                     |
| Бразилия                    | США                      |
| 4. США                      | 4. Бразилия              |
| 5. Канада                   | 5. Венесуэла             |
| 6. Доминиканская Республика | 6. Пуэрто-Рико           |
| 7. Пуэрто-Рико              | 7. Перу                  |
| 8. Барбадос                 | 8. Мексика               |

### Призёры

#### Мужчины
Венесуэла: Хуан Карлос Бланко, Луис Диас, Томас Эреу, Эрнандо Гомес, Карлос Луна, Андрес Манзанильо, Иван Маркес, Рональд Мендес, Анди Рохас, Карлос Техеда, Густаво Вальдеррама, Родман Валера. Главный тренер — Хосе Давид Суарес.
  Куба: Томас Алдасабаль, Хавьер Брито, Йослейдис Эррера, Райдел Корралес Поуто, Осделвис Доминико Спек, Ариэль Хиль, Хавьер Гонсалес, Османи Хуанторена, Павел Пимьента Аллен, Яссер Портуондо, Майкель Салас, Карлес Винент. Главный тренер — Элисео Рамос Ривас.
  Бразилия: Маурисио Лима, Рикардо Гарсиа, Данте Амарал, Налберт Битенкурт, Жиба (Жилберто Годой Фильо), Андерсон Родригес, Андре Насименто, Анре Эллер, Густаво Эндрес, Родригао (Родриго Сантана), Джованне Гавио, Сержио Сантус. Главный тренер — Бернардиньо (Бернардо Резенде).

#### Женщины
Доминиканская Республика: Аннерис Варгас Вальдес, Розалин Анхелес Рохас, Юделкис Баутиста, Эвелин Каррера Рикардо, Алехандра Касо Сьерра, София Мерседес Эредиа, Нурис Ариас Донье, Милагрос Кабрал де ла Круз, Франсия Джексон Кабрера, Присилла Ривера Бренс, Косири Родригес Андино, Кения Морета Перес. Главный тренер — Хорхе Гарбей.
  Куба: Юмилка Руис Луасес, Янелис Сантос Алленье, Нэнси Каррильо де ла Пас, Катя Гевара, Майсбелис Мартинес Алдум, Дайми Рамирес Эчеварриа, Яйма Ортис Чарро, Индира Местре Баро, Лиана Меса Луасес, Азуррима Альварес, Анниара Муньос Каррасана, Марта Санчес Сальфран, Сойла Баррос Фернандес. Главный тренер — Луис Фелипе Кальдерон Блет.
  США: Эрин Олдрич, Элизабет Бэчмэн, Николь Бранах, Трэйси Стэлис, Терезе Кроуфорд, Сара Друри, Синтия Барбоза, Лиззи Фицджеральд, Бриттани Хочвар, Дженнифер Джойнс, Огонна Ннамани, Кэти Олсовски. Главный тренер — Майкл Хеберт.

### Индивидуальные призы
| Номинация            | Мужчины           | Женщины           |
| -------------------- | ----------------- | ----------------- |
| MVP                  | Эрнандо Гомес     | Юделкис Баутиста  |
| Лучшие нападающие    | Рональд Мендес    | Нэнси Каррильо    |
| Лучшие блокирующие   | Густаво Эндрес    | Аннерис Варгас    |
| Лучшие на подаче     | Габриэль Гарднер  | Аннерис Варгас    |
| Лучшие на приёме     | Ясер Портуондо    | Косири Родригес   |
| Лучшие в защите      | Налберт Битенкурт | Косири Родригес   |
| Лучшие связующие     | Родман Валера     | Лиззи Фицджеральд |
| Лучшие либеро        | Сержио            | Эвелин Каррера    |
| Самые результативные | Эрнандо Гомес     | Николь Бранах     |